# 傅履仁
傅履仁（英語：John Liu Fugh，1934年9月12日—2010年5月11日），滿族，富察氏，生於中華民國北平市，移民美國，取得美國公民資格，社会活动家傅泾波之子，曾在美国陆军服役长达30余年，於1989年與陳紹章（William S. Chen）共同成為美國陸軍最早晉升的華裔少將之一。退役后曾任麦道中国总裁、波音中国副总裁、美国安然国际公司中国区董事长、大西洋委员会理事、以及美国华裔精英组织“百人会”的第四任会长等职。傅履仁晚年致力于中美两国友好交流，曾多次造访中華人民共和國，并完成了司徒雷登归葬其出生地杭州之遗愿。傅履仁是乔治城大学、乔治华盛顿大学、美國陸軍指揮參謀學院和美國陸軍戰爭學院的校友，还曾在哈佛大学肯尼迪政治学院进修。

## 生平

### 早年
1934年9月12日，傅履仁生于中華民國北平市的一个满洲富察氏之家，其家族在清朝时期隶属于八旗满洲正红旗头参领三佐领。他的曾祖父倭和（转写：Wehe）曾任山海关总兵，与顺承郡王家有姻亲关系。他的父亲傅泾波是基督徒、著名社会活动家，常年追随司徒雷登、担任其私人秘书。受其父亲影响，傅履仁从小就被安排在北平的美国学校接受西式教育，计划将来入读燕京大学。然而，由于北平后来被中国人民解放军攻占，一家人不得不迁往南京，傅履仁最终未能如其父所愿入读燕大。1949年底，由于中华人民共和国成立后采取一边倒向以苏联为首的共产主义阵营的政策，时任美国驻华大使的司徒雷登被迫离开中国，身为其私人秘书的傅泾波也随其赴美。傅履仁则和母亲刘倬汉一起到了上海。1950年2月，他们又辗转来到香港，并于同年赴美与傅泾波团聚。几年后，傅履仁考入名校乔治城大学外交学院攻读国际关系专业。大二时，傅履仁在一场聚会上结识其夫人宗毓珍，二人后来结为伉俪。大学毕业后，傅履仁又入读乔治华盛顿大学法学院，获法学硕士和博士学位。在攻读硕士期间（1957年），傅履仁宣誓加入美国国籍。

### 军旅

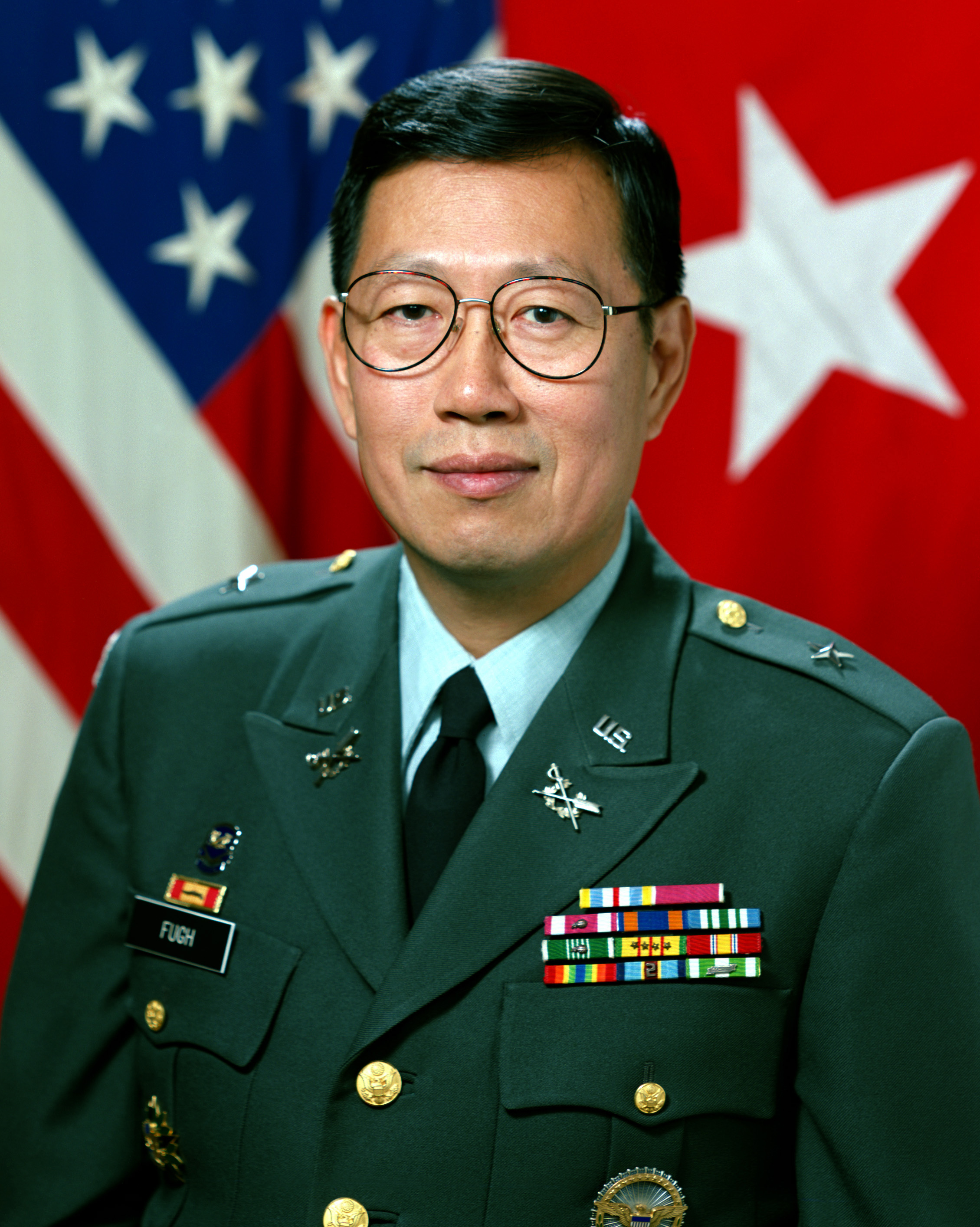
晋升為准將的傅履仁是美国陆军历史上第一位华裔将军

在大学期间，傅履仁考虑从军，但因为当时还是中华民国国籍的他尚不具备成为美军军官的条件，而士兵的收入又不足以让准备结婚的傅履仁担负起养家的重任。1957年，傅履仁加入美国籍后，因其出色的成绩收到了参加陆军预备役军官培训课程的通知。回忆选择陆军的原因，傅履仁曾表示，“当时，空军因为我戴眼镜不要我；海军陆战队需要参加极其艰苦的训练；陆军不需要这些，所以我最后加入了陆军。”
1961年，傅履仁在法学院毕业后不久，正式成为了美国陆军的一名军法官，专门为违法的美国军人打官司。由于中国传统思维上的重文轻武，傅履仁起初只想完成三年兵役后退役。但役期屆满后，由于业务上的出色表现，陆军方面希望他能够留下。基于仕途上的考量，傅履仁不失时机地提出选择去驻德美军基地的要求，并得到军方同意。从那时起，傅履仁开始专心地做一名职业军人。在30余年的军旅生涯中，他先后派驻于舊金山、南越、台湾、德国等地。
1969年至1972年間，傅履仁調派到台北的美軍顧問團担任軍法官。1973年，担任弹道导弹防御办公室法律顾问。1976年，在驻守德国法兰克福的第3裝甲師担任军法处長。1979年，担任国防部人力资源和后备事务助理部长的法律顾问。1982年，担任陆军主任检察官。1984年，长期任职陆军军法处的傅履仁晋升為准将，任职军法处民事法律助理总监，成为了美国陆军历史上第一位华裔将军。1989年，傅履仁晋升为少将军衔，期间他创建了美军第一个环保法科和采购欺诈法科。1991年，傅履仁执掌陆军最高军法部门，任第33任陆军军法署署长，同时兼任美军波斯湾战争中陆军参谋长戈登·萨利文上將的法律顾问。1993年，傅履仁以少将军衔退役。

### 晚年
退役后的傅履仁先后担任麦道中国公司总裁、波音中国公司执行副总裁、美国安然国际公司中国区董事长、大西洋委员会理事等职。此外，傅履仁还积极参与中美交流活动，自1988年起多次造访中国。2006年，傅履仁被推举为美国华裔精英组织“百人会”的第四任会长。2008年，经傅履仁等人的多年努力推动，司徒雷登终于归葬其出生地杭州，完成了司徒雷登本人的遗愿和其父傅泾波的未竟之事。2010年5月11日，因心脏病发作，傅履仁病逝于马里兰州国家海军医疗中心，享年75岁。

## 家庭
傅履仁有傅暖泠、傅铎若、傅海澜三位姐姐；妻子宗毓珍是美国著名电视主持人宗毓华的姐姐，二人育有一子Jarrett、一女Justina，均为律师。

## 个人荣誉

### 軍事
傅履仁在自己的军事生涯中获得的荣誉如下：
|                         |                                                       |                         |
|                         | Bronze oak leaf cluster                               |                         |
| Bronze oak leaf cluster |                                                       | Bronze oak leaf cluster |
| Bronze star             | Bronze star · Bronze star · Bronze star · Bronze star |                         |
|                         |                                                       |                         |

| 陸軍傑出服役勳章      |                                       |                    |
| 國防高階服役勳章      | 功績勳章 兩枚                         | 銅星勳章           |
| 軍功勳章 兩枚         | 航空獎章                              | 陸軍嘉獎勳章 兩枚  |
| 國防部服役獎章 兩枚   | 越南服役獎章 四枚參戰星章             | 陸軍服役勳表       |
| 陸軍海外服役勳表 兩次 | 越南英勇十字勳章部隊嘉許獎 鑲邊棕櫚葉 | 越南共和國戰役獎章 |

### 其他领域
2004年，傅履仁獲华裔美国人协会授予华裔美国人先锋奖。2008年，傅履仁在白宫領取了美国移民局授予的“杰出美国人”奖。同年，接受国家亚太裔美国人律师协会（NAPABA）授予开拓者奖。

## 轶事
- 傅履仁的英文名字John来自于司徒雷登、其大姐傅暖泠的英文名字Aline则来自于司徒雷登的妻子艾琳·罗德。由于司徒雷登在傅家被视为家庭的一员，傅履仁从小称呼其为“爷爷”（grandpa）[9]。
- 傅泾波起初并不认同傅履仁从军的选择，因此在很长一段时间内，傅泾波给他写信，开头都称其为“先生”。直到傅履仁晋升至上校时，傅泾波的态度才有所改变，开始称呼他为“上校”[9]。
- 傅履仁在担任陆军上校时，曾随军访问英国。期间，一位英国军官曾直言他的华人身份如果在英国一定不会有晋升，傅履仁因此一度迷惘。后来在与长官的谈话中，傅履仁谈起了自己的担忧，长官对此表示“好好做事”，令其释怀。“好好做事”也成为了傅履仁的座右铭[9]。
- 傅履仁在美国没有因为华裔身份受到过特别待遇，反倒在晚年在中国时候被问到“你到底是中国人还是外国人？”、“怎么和他们（美国军人）穿的一样，是不是冒充的？”、“你中国人怎么跑到美国人公司去做总裁了？”等等。在被问及“如果我们（中国）与美国打仗你站在哪边？”时，傅履仁反问，“你想我站在哪边呀？”[9]
- 傅履仁虽長年定居美国，但仍不改北京乡音。1988年，当时颐和园对国内游客收人民币两元，外宾则为20元。售票员听傅履仁一口标准的北京话，便按照两元的价格让其入园[2]。
- 傅履仁一生曾担任律师、职业军人、理事、会长、总裁、董事长等多种职位，但他本人还是最喜欢“将军”这一称呼[2]。